# Karl Krömmelbein
Karl Krömmelbein (* 17. Januar 1920 in Frankfurt am Main; † 7. Juni 1979 in Kiel) war ein deutscher Geologe und Mikropaläontologe.
Krömmelbein besuchte ab 1930 die Frankfurter Helmholtzschule und legte dort 1938 die Reifeprüfung ab. Er wurde 1951 an der Goethe-Universität Frankfurt am Main promoviert. Seine Dissertation hatte den Titel Die Geologie der Salmerwald-Mulde. Er habilitierte sich in Frankfurt 1954 über Geologie und Paläontologie, war 1961 außerplanmäßiger Professor in Frankfurt und ab 1962 Ordinarius für Paläontologie an der Universität Kiel.
Er befasste sich unter anderem mit Ostrakoden, der Kreide in Brasilien und im Kongo. Seine Dissertation und nachfolgende Arbeiten behandelten das Devon der Eifel und speziell der Kalkmulden.
Das Senckenberg Forschungsinstitut und das Senckenberg Naturmuseum in Frankfurt am Main haben die post-paläozoische Sammlung Krömmelbein in ihre mikropaläontologischen Sammlungen integriert. Sie enthält über 21.000 katalogisierte Stücke. Krömmelbein arbeitete im Senckenberg Forschungsinstitut mit Wolfgang Struve zusammen.
Karl Krömmelbein war mit einer Schwester der Ehefrau des einem Mordanschlag zum Opfer gefallenen hessischen Wirtschaftsministers Heinz-Herbert Karry verheiratet. Der Politiker Karry sowie der Physiker und Erfinder Gustav Heinzmann waren ebenso wie der Germanist und Philosoph Kurt Weigand Klassenkameraden Krömmelbeins. Mit letzterem war er eng befreundet.

## Werke
- mit Hans Rudolf von Gaertner: Zur Geologie der Eifelkalkmulden. In: Beihefte zum Geologischen Jahrbuch, 17. Amt für Bodenforschung, Hannover 1955
- mit Wolfgang Struve: Geologische Wanderungen Eifelkalkmulden. Exkursionsführer 009, Senckenberg Forschungsinstitut, Frankfurt am Main 1956
- Ostracoden aus der nicht-marinen Unter-Kreide (“Westafrikanischer Wealden”) des Congo-Küstenbeckens, Meyniana-Institut für Bodenwissenschaften, 15, Kiel 1965, S. 59–74
- mit Rolf Weber: Ostracoden des “Nordost-Brasilianischen Wealden”, In: Beihefte zum Geologischen Jahrbuch, 115. Bundesanstalt für Bodenforschung und den Geologischen Landesämtern der Bundesrepublik Deutschland, Hannover 1971.
- mit Roland Brinkmann: Abriß der Geologie. Band 2: Historische Geologie, Ferdinand Enke Verlag, Stuttgart 1977, ISBN 978-3432806006
- Roland Brinkmann: Historische Geologie, Erd- und Lebensgeschichte. Neu bearbeitet von Karl Krömmelbein. Ferdinand Enke Verlag, Stuttgart 1991
- ab 1975 als Hrsg.: Leitfossilien, begründet von Georg Gürich. Gebrüder Borntraeger Verlagsbuchhandlung, Stuttgart